# Заяев, Анатолий Николаевич
Анато́лий Никола́евич Зая́ев (укр. Анатолій Миколайович Заяєв; 27 октября 1931, Симферополь, Крымская АССР, РСФСР, СССР — 18 декабря 2012, Мелитополь, Украина) — советский футболист, украинский тренер.
Окончил Симферопольский государственный университет. Погиб в ДТП 18 декабря 2012 года.

## Биография
Родился в Симферополе в большой ассирийской семье. Участник Великой Отечественной войны. Отец Анатолия Заяева расстрелян в 1938 году. Младший брат Александр был убит гитлеровцами в период оккупации Крыма, старший брат Алексей погиб в марте 1945 в Германии.
Работал на симферопольском мясокомбинате. Одновременно был игроком и администратором заводской команды «Пищевик». При его участии в 1958 году команда из Симферополя получила право играть в классе «Б» чемпионата СССР. По разным причинам его много раз увольняли с должности начальника команды. В 1962 году «Таврия» заняла третье место в финале чемпионата УССР. После этого ушёл из команды.
«Таврия» очень плохо начала сезон 1963 года, долго не могла выиграть, в результате чего тренер Антонин Сочнев был отправлен в отставку. Одновременно с этим был возвращён в команду Заяев. Он стал исполняющим обязанности главного тренера. С первого же выезда привёз победу. Команда начала восстанавливаться и сумела спастись от вылета.
По собственному признанию, работать тренером начал с 1973 года, поскольку накопил уже достаточный багаж знаний. Во времена первенства СССР неоднократно становился чемпионом и призёром УССР, обладателем Кубка УССР, полуфиналистом Кубка СССР, команда становилась победителем и призёром чемпионата СССР среди команд первой лиги, чемпионом Спартакиады Украины. Его воспитанники стали мастерами спорта СССР и УССР, мастерами спорта международного класса, призёрами олимпийских игр, чемпионами Европы среди молодёжных команд, заслуженными тренерами Украины.
В 1992 году «Таврия» стала первым чемпионом Украины, а в сезоне 1993/94 финалистом Кубка Украины. После 1995 года оказался не нужен руководству спорткомитета Симферополя и покинул «Таврию».
Тренировал днепропетровский «Днепр», севастопольскую «Атлантику», СК «Николаев». В чемпионате Украины стал самым возрастным наставником команды высшей лиги. В 1996/97 работал тренером-консультантом в молдавском клубе «Конструкторул».
В 1997/98 выиграл с СК «Николаев» чемпионат первой лиги Украины. В мае 1998 года на игру с «Динамо-2» пришли 29 тысяч николаевских болельщиков. Тогда залогом успехов была огромная забота о команде городского головы города Александра Яковлевича Бердникова. Однако за несколько туров до окончания сезона 1997/98 покинул СК «Николаев». Причина — проигрыш на выборах городского головы А. Бердникова.
С октября 1998 по май 1999 — главный тренер «Прикарпатья». В клуб «Таврия» его вернул президент клуба в начале 2002 Виктор Карасев, который рассчитывал, что Заяев сможет работать на перспективу. Сначала занимал пост вице-президента, затем стал главным тренером команды. В 2004 году, после ряда поражений на старте сезона 2003/04, ушёл с поста главного тренера, сохранив при этом пост вице-президента. После того, как в «Таврии» сменилось руководство и президентом клуба стал Сергей Куницын, оказался не нужен коллективу.
Однако без футбола долго не смог. Всегда помогал в развитии футбола в регионах, одной из его целей было создание футбольной команды в Ялте. Помочь в создании футбольного клуба «Ялос» решили городской голова Сергей Брайко и президент АОЗТ ФК «Таврия», заслуженный тренер Украины Виктор Витальевич Карасев. Буквально за три дня удалось заявить команду во вторую лигу чемпионата Украины. Вместе с приглашённым в команду на должность главного тренера Александром Гайдашем были подобраны квалифицированные футболисты, которые сумели в итоге занять высокое четвёртое место. Это более чем достойный результат для команды, которая по сути была создана за три дня.
Также возглавил клуб ИКС-Академия из посёлка Куйбышево (Бахчисарайский район). В этом посёлке находится сельская академия футбола. В Куйбышево создано отличное поле на стадионе «Старт», качество которого Анатолий Николаевич хвалил ещё в качестве тренера «Таврии». В зимнем перерыве 13 чемпионата Украины «Таврия» провела на этом поле несколько товарищеских поединков.
В 2010 новый главный тренер «Николаева» Руслан Забранский взял Заяева в клуб на должность тренера-консультанта. В 2012 году Анатолий Заяев приступил к работе в запорожском «Металлурге», выступающем в Премьер-лиге.
Вечером 18 декабря 2012 года Анатолий Николаевич Заяев на своей машине попал в ДТП, которое произошло на трассе Харьков-Симферополь, в двух километрах от Мелитополя. Джип «Хонда», на котором Заяев ехал в Симферополь, выехал на встречную полосу, где столкнулся с автомобилем-эвакуатором, который двигался в сторону Запорожья. От удара тренер скончался на месте, а эвакуатор загорелся. На месте происшествия работали пожарные.

## Достижения

### В качестве тренера
«Таврия»
- Чемпион Украины: 1992
- Финалист кубка Украины: 1994

«Николаев»
- Победитель первой лиги Украины: 1997/98

### Личные
- Заслуженный тренер Украины и Молдавии, награждён орденом «За заслуги» III (2004)[11] и II (2011)[12] степеней, получил почётную грамоту Верховной Рады Украины «За особые заслуги перед украинским народом».
- Заслуженный работник физической культуры и спорта Автономной Республики Крым (19 мая 2008) — За значительный личный вклад в развитие спорта в Автономной Республике Крым, высокий профессионализм, спортивные достижения и в связи с 50-летием со дня основания ООО «Спортивный клуб „Таврия“»[13]
- Почётный гражданин Симферополя (2011) — За значительный личный вклад в развитие физической культуры и спорта, высокий профессионализм, воспитание и подготовку спортсменов, достигших высоких спортивных результатов[14]

## Тренерский стиль
Поскольку Заяев не имел специализированного образования, то его зачастую называли тренером-самоучкой. Основой построения тренировочного процесса считал психологию, умение руководить человеческими взаимоотношениями. По признанию бывших игроков «Таврии», Заяев добивался результата не только за счёт успешного выступления команды на поле, но и за счёт умения выстраивать отношения с футбольными судьями.

## Личная жизнь
Жена Алла, младше его на семь лет. Сын был президентом футбольного клуба «Таврия» (январь 1992 — май 1994), убит 1 мая 1994 года. У сына остались жена и двое детей.